# Jan Klak
Jan Klak (* 19. September 1942 in Podivín) ist ein tschechischer Ökonom und Politiker. Er war im Jahr 1992 tschechoslowakischer Finanzminister. Heute ist Klak Mitglied der Partei Občanská demokratická strana (ODS).

## Politische Karriere
Bis 1970 war Klak als Pädagoge an der Wirtschaftsuniversität Prag tätig, danach bis 1978 in der Generaldirektion der Industrie für technisches Glas, 1978–1990 arbeitete er im Forschungsinstitut der Konsumindustrie. Ab 1990 arbeitete Klak am Finanzministerium der Tschechischen und Slowakischen Föderativen Republik,  1991–1992 als stellvertretender Minister. Vom Juni bis Dezember 1992 war er Finanzminister in der letzten gesamttschechoslowakischen Regierung Jan Stráský. In der Tschechischen Republik war er 1993–1997 stellvertretender Finanzminister in den Regierungen Václav Klaus I und Václav Klaus I.